# Noemi
Вероніка Скопелліті (італ. Veronica Scopelliti), відома також як Noemi, (народилася 25 січня 1982, Рим) — італійська співачка.

## Біографія
Народилася в Римі. Перший успіх до Ноемі приходить в 2009 році, коли вона стає фіналісткою музичного конкурсу «X-Factor 2009». Записує дебютний міні-альбом в квітні 2009 року. Платівка отримала великий успіх: всього було продано понад 50000 примірників. З 15 травня 2009 року по 29 серпня 2009 Ноемі брала участь в гастрольному турі по Італії та Словенії. 2 жовтня 2009 року виходить повноцінний альбом «Sulla mia pelle».
Обидва повноформатних альбоми виконавиці - «Sulla mia pelle» і «RossoNoemi» ставали двічі платиновими, що робить Ноемі однією з найбільш популярних сучасних італійських виконавиць.

## Дискографія

### Альбоми
| Рік  | Альбоми                                 | Пікова позиція | Пікова позиція | Пікова позиція | Сертифікація  | проданих копій |
| Рік  | Альбоми                                 | Італія         | Італія         | Європа         | Сертифікація  | проданих копій |
| Рік  | Альбоми                                 | FIMI           | iTunes         | Європа         | Сертифікація  | проданих копій |
| ---- | --------------------------------------- | -------------- | -------------- | -------------- | ------------- | -------------- |
| 2009 | Sulla mia pelle (+ deluxe edition 2010) | 3              | 1              | 42             | 2x платиновий | 140.000+       |
| 2011 | RossoNoemi                              | 6              | 1              | -              | Золотий       | 30.000+        |

### Міні-альбоми
| Рік  | Міні-альбом | Пікова позиція | Пікова позиція | Пікова позиція | Сертифікація | проданих копій |
| Рік  | Міні-альбом | Італія         | Італія         | Європа         | Сертифікація | проданих копій |
| Рік  | Міні-альбом | FIMI           | iTunes         | Європа         | Сертифікація | проданих копій |
| ---- | ----------- | -------------- | -------------- | -------------- | ------------ | -------------- |
| 2009 | Noemi       | 8              | 1              | 97             | Золотий      | 50.000+        |

### Сингли
| Рік  | Пісня                                      | Пікова позиція | Пікова позиція | Пікова позиція | Сертифікація  | Альбоми/Міні-альбом              |
| Рік  | Пісня                                      | Італія         | Італія         | Європа         | Сертифікація  | Альбоми/Міні-альбом              |
| Рік  | Пісня                                      | FIMI           | iTunes         | Європа         | Сертифікація  | Альбоми/Міні-альбом              |
| ---- | ------------------------------------------ | -------------- | -------------- | -------------- | ------------- | -------------------------------- |
| 2009 | Briciole                                   | 2              | 1              | 51             | Золотий       | Noemi                            |
| 2009 | L'amore si odia (Noemi i Fiorella Mannoia) | 1              | 1              | 34             | 2x платиновий | Sulla mia pelle                  |
| 2009 | L'amore si odia (Noemi i Fiorella Mannoia) | 1              | 1              | 34             | 2x платиновий | Ho imparato a sognare            |
| 2010 | Per tutta la vita                          | 1              | 1              | 42             | платиновий    | Sulla mia pelle (Deluxe Edition) |
| 2010 | Vertigini                                  | -              | 1              | -              | -             | Sulla mia pelle (Deluxe Edition) |
| 2011 | Vuoto a perdere                            | 6              | 1              | 47             | платиновий    | RossoNoemi                       |
| 2011 | Odio tutti i cantanti                      | -              | 1              | -              | -             | RossoNoemi                       |
| 2011 | Poi inventi il modo                        | -              | 1              | -              | -             | RossoNoemi                       |

### Відеокліпи
| Рік  | Відеокліп             | Режисер          | Тривалість  |
| ---- | --------------------- | ---------------- | ----------- |
| 2009 | Briciole              | Гаетано Морбіолі | 3 хв : 43 с |
| 2009 | L'amore si odia       | Гаетано Морбіолі | 3 хв : 17 с |
| 2010 | Per tutta la vita     | Гаетано Морбіолі | 3 хв : 22 с |
| 2011 | Vuoto a perdere       | Фаусто Бріцці    | 4 хв : 06 с |
| 2011 | Odio tutti i cantanti | Noemi            | 4 хв : 20 с |
| 2011 | Poi inventi il modo   | Noemi            | 3 хв : 28 с |

запрошений гость
- 2006 — Dimmi come passi le notti з П'єром Кортезе

### Співпраця
| Рік  | Пісня                        | Виступ із                           | Альбом/DVD                            |
| ---- | ---------------------------- | ----------------------------------- | ------------------------------------- |
| 2009 | L'amore si odia              | Фіорелла Манноя                     | Sulla mia pelle                       |
| 2009 | L'amore si odia              | Фіорелла Манноя                     | Sulla mia pelle (Deluxe Edition)      |
| 2009 | L'amore si odia              | Фіорелла Манноя                     | Ho imparato a sognare                 |
| 2009 | L'amore si odia              | Фіорелла Манноя                     | Ho imparato a sognare (DVD)           |
| 2009 | Quanto ti voglio             | Клаудіо Бальоні і Джанлука Гріньяні | Q.P.G.A.                              |
| 2010 | Quanto ti voglio             | Клаудіо Бальоні і Джанлука Гріньяні | Q.P.G.A. Filmopera                    |
| 2010 | Il mio canto libero          | Amiche per l'Abruzzo                | Amiche per l'Abruzzo (DVD)            |
| 2010 | L'amore si odia acustic live | Фіорелла Манноя                     | Il tempo e l'armonia                  |
| 2010 | L'amore si odia acustic live | Фіорелла Манноя                     | Il tempo e l'armonia (Deluxe Edition) |
| 2010 | Come si cambia               | Neri per Caso                       | Donne                                 |
| 2011 | La promessa                  | Stadio                              | Diamanti e caramelle                  |

### Компіляції
2009
- X Factor Anteprima Compilation 2009 з Albachiara
- X Factor Finale Compilation 2009 з La costruzione di un amore
- Hit Mania Estate 2009 з Briciole
- MTV Summer Song з Briciole
- Estahits '09 з Briciole
- Strike! з L'amore si odia

2010
- Super Sanremo 2010 з Per tutta la vita
- Radio Italia Estate з Briciole
- TRL On the Road з Per tutta la vita
- Radio Italia Top 2010 з Vertigini

2011
- Love... per sempre з La costruzione di un amore
- Je t'aime 2011 з Per tutta la vita
- Maschi contro femmine - Femmine contro maschi з Vuoto a perdere i L'amore si odia
- Radio Italia - Mi piace з Il cielo in una stanza
- Wind Music Awards 2011 з Vuoto a perdere
- Radio Italia Top Estate 2011 з Odio tutti i cantanti
- Radio Bruno Winter Compilation з Vuoto a perdere

### DVD

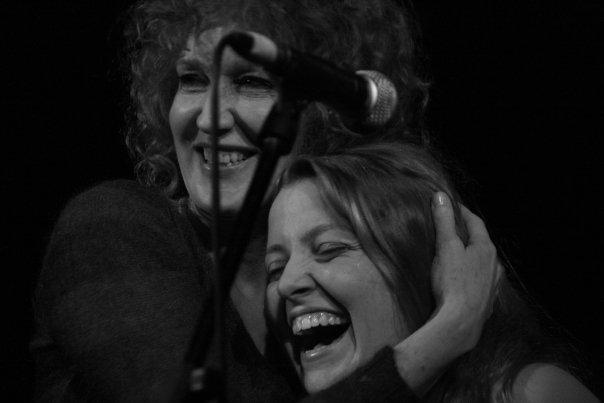
Noemi i Фіорелла Манноя

як гостя
- 2009 — Ho imparato a sognare  (CD + DVD) з Фіореллою Манноя
- 2010 — Q.P.G.A. Filmopera (2 DVD) з Клаудіо Бальоні
- 2010 — Amiche per l'Abruzzo (2 DVD) з Amiche per l'Abruzzo
- 2010 — Il tempo e l'armonia (CD + DVD) з Фіореллою Манноя
- 2010 — Il tempo e l'armonia (Deluxe Edition) (2 CD + 1 DVD) з Фіореллою Манноя
- 2011 — Femmine contro maschi (DVD) з Фаусто Бріцці

### Саунд-треком фільму
- 2011 — Vuoto a perdere - Кінофільм: Femmine contro maschi з Фаусто Бріцці

## Пісенний фестиваль «Санремо»
- 2010 — Пісенний фестиваль «Санремо» з Per tutta la vita

## Нагороди
- 2009 — Noemi: Золотий диск
- 2009 — Wind Music Awards
- 2009 — Briociole: Золотий диск
- 2010 — Per tutta la vita: Платиновий диск
- 2010 — Sulla mia pelle: Wind Music Awards
- 2010 — L'amore si odia: Wind Music Awards
- 2010 — Per tutta la vita: Wind Music Awards
- 2011 — Sulla mia pelle: 2x Платиновий диск
- 2011 — Sulla mia pelle: Wind Music Awards
- 2011 — RossoNoemi: Золотий диск
- 2011 — Vuoto a perdere: Nastro d'argento
- 2011 — Vuoto a perdere: Платиновий диск
- 2011 — Vuoto a perdere: Premio Lunezia
- 2011 — L'amore si odia: 2x Платиновий диск